# Parenti (Kalabrien)
Parenti ist eine italienische Gemeinde in der Provinz Cosenza in Kalabrien mit 1980 Einwohnern (Stand 31. Dezember 2023).

## Lage und Daten
Parenti liegt etwa 30 km südöstlich von Cosenza am Oberlauf des Flusses Savuto auf einem Hügel. Die Nachbargemeinden sind Aprigliano, Bianchi, Colosimi, Marzi, Rogliano und Taverna (CZ). Der Ort hatte früher eine Haltestelle an der Bahnstrecke Cosenza–Catanzaro.

## Sehenswürdigkeiten
Im Ortsteil Vivoso befinden sich eisenhaltige Quellen, die gegen Magendarmkrankheiten helfen sollen.